# KY Возничего
KY Возничего (лат. KY Aurigae) — одиночная переменная звезда в созвездии Возничего на расстоянии (вычисленном из значения параллакса) приблизительно 11182 световых лет (около 3428 парсеков) от Солнца. Видимая звёздная величина звезды — от менее +18,5m до +16,6m.

## Характеристики
KY Возничего — красная эруптивная орионова переменная звезда (INS:) спектрального класса M. Эффективная температура — около 3284 К.